# Ashes You Leave
Ashes You Leave je riječki death/doom/gothic metal-sastav. Osnovan je 1995. pod imenom Icon prema istoimenom albumu sastava Paradise Lost. 
Objavili su dva dema i pet studijskih albuma. Kao Icon izdaju demo  ... But Dreaming. Ubrzo nakon osnutka sastava doznaju da postoji drugi sastav po imenu "Icon", nakon čega mijenjaju ime u Ashes You Leave.

## Članovi
- Tamara Mulaosmanović – vokal, klavijature
- Berislav Poje – gitara, vokal
- Marta Batinić – violina
- Matija Rempešić – gitara
- Luka Petrović – bas-gitara
- Insanus – bubnjevi

## Diskografija
Studijski albumi
- The Passage Back to Life (1998.)
- Desperate Existence (1999.)
- The Inheritance of Sin and Shame (2000.)
- Fire (2002.)
- Songs of the Lost (2009.)
- The Cure for Happiness (2012.)

## Vanjske poveznice

### Sestrinski projekti
|  | Zajednički poslužitelj ima još gradiva o temi Ashes You Leave |

### Mrežna mjesta
- INmusic festival 2015. – Ashes You Leave
- Discogs.com – Ashes You Leave (engl.)
- The Metal Arcives: Ashes You Leave (engl.)